# 最高速度
最高速度（さいこうそくど）とは、移動体の移動速度に関して、許容される最高値を指す。能力上、構造上、安全上、法令上などによって定められ、速度に制限が設けられる。
- 本稿では、法令の下で、道路で車両が超えて進行してはならないとされる速度について説明する。制限速度、規制速度とも言う。

世界各国の道路の最高速度の最大値。左側の標識はキロメートル毎時 (km/h)、右側の標識はマイル毎時 (mph)である。

世界の交通標識の最高速度単位。
キロメートル毎時（km/h）
マイル毎時（mph）
両方
速度制限単位なし

## 概要
ドライバーが車両を運転する速度は、タイヤを含めた動力性能、制動性能、操縦安定性、線形、路面状態、交通流の状況、気象・環境の影響、コスト、道路の安全性や快適さに対する知覚、移動の動機づけ、個人の性格、他のドライバー、取り締まりの程度など様々な要因から決定される。
速度及び速度違反に関する概念的枠組みの決定には、物理学、工学、精神物理学、社会心理学、社会文化などの要因や寄与がある。
このうち道路要因、環境要因、安全設備などハードウェア要因には次のようなものがある。
道路構造
車線（車線数、車線幅、加減速車線）、路肩の幅員、中央帯の幅員、中央分離帯の有無、トンネル、橋梁や高架、非常駐車帯の有無など
設計速度
カーブの曲率半径や片勾配、屈曲部緩和区間の長さなど
交通環境
交通量、大型車、二輪車の混在率、交通事故の発生状況、歩行者数、交差点の状態など
安全施設
道路標識、路面標示、交通信号機など
自然環境
雪、雨、風、霧などの影響
沿道環境
人家密集地の有無やその他の沿道環境（騒音、振動、排出ガスの影響）
事故の件数と被害の大きさは車両の速度を増すに従い大きくなる傾向になると指摘されている。また、衝突発生時の運動エネルギーは速度の2乗に比例し、高速走行ほど事故が重大になりやすい。こうした中で交通安全の確保を目的として最高速度規制の必要性とされている。
また、最高速度の規制によって走行速度のばらつきを小さくして交通流を均一にさせることができると考えられている。更には、騒音などの交通公害を抑制し、沿道環境の保全をはかることも最高速度規制の狙いとなる。
最高速度には「絶対最高制限速度 (absolute speed limit)」と「一応の制限速度（英語版:prima facie speed limit）」の2種類の制度がある。「絶対最高制限速度」とは指定の速度を超過すれば理由・状況を問わず違反とされるもので、「一応の制限速度」が採用されている国では指定の速度を超過すれば法によって一応は違反ではあるが自分の走行速度が安全なものであると立証できれば違反とならないものである。

## 速度規制の運用

### 設計速度
設計速度は、晴天の日に交通量が少ない状況で、平均的な運転技量のドライバーが道路の構造条件だけに従って走行したときに、安全さ快適さを失うことなく運転できる自動車の速度をいう。設計速度の規定要因には、カーブの曲率半径や片勾配、屈曲部緩和区間の長さ、視距、縦断勾配、複合勾配などがある。
曲線半径、片勾配、視距などの線形要素は設計速度と直接的な関係をもつ。車線や路肩等の幅員は設計速度との直接の関連付けは難しいとされるが走行速度に影響を与える要素とされる。

### 可変速度規制システム
気象要因（雨天、降雪等）や路面状態（湿潤、凍結、圧雪等）に応じて規制速度を変更させるシステムで、アメリカ合衆国、ロシア連邦、フランス、フィンランド等で採用されている。

### 85パーセンタイル速度
1950年代以降、アメリカの交通エンジニアが適用してきたルールで、欧米各地でこの指標をもとに速度規制が行われるようになった。85パーセンタイル速度は、悪天候や低速車両の影響を受けない状況において、特定道路区間を走行する車両の85%が選択する速度で、多くのドライバーが安全で合理的であるとみなす速度と考えられており、速度規制を行う際の指標として考慮されるようになった。

## 各国の最高速度
道路の最高速度は通常、国または地方政府が法令によって定めている。国際的な枠組みとして自動車基準調和世界フォーラムの「1958年協定」と「1998年協定」があり、日本とEUは両協定に、アメリカ、中国、インドなどは1998年協定に参加している。
ほとんどの国で最高速度にキロメートル毎時 (km/h) が使用されているが、主にアメリカ合衆国とイギリスではマイル毎時 (mph) が使用される。
世界で最も速い最高速度は、アラブ首長国連邦の高速道路に設定されている160 km/hである。
ドイツの高速道路（アウトバーン）は速度無制限となっているが、混雑が多い区間や勾配がある区間では、100 - 130 km/hの速度制限が設けられている。近年では速度無制限区間は減少傾向にあり、ドイツの連邦道路研究所の2017年の報告書によると、2015年現在、アウトバーン路線の70.4%は速度無制限（推奨速度のみ存在）、6.2%は天候や交通状況による一時的な速度制限があり、23.4%は恒久的な速度制限があると報告されている。また、マン島では唯一、非市街地の一般道路での制限速度が設けられていない。
2022年6月の自動車基準調和世界フォーラム（WP29）では、高速道路での自動運転の上限速度を60 km/hから130 km/hに引き上げることが合意された。

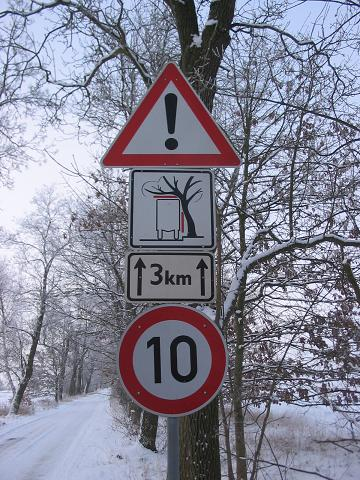
最高速度10 km/hの道路（ドイツブランデンブルク州） 徐行とも言える低速の規制。
ドイツの国境にある標識。同国は市街地では50 km/h、市街地外では100 km/hの制限速度があるほか、アウトバーンでは「推奨速度」として130 km/hが指定されている。
アメリカ合衆国の50マイル毎時 (80 km/h)の道路標識